# Törpe erszényesmókus
A törpe erszényesmókus (Petaurus breviceps) az emlősök (Mammalia) osztályának erszényesek (Marsupialia) alosztályágába, ezen belül a Diprotodontia rendjébe és az erszényesmókus-félék (Petauridae) családjába tartozó faj. Egyéb nevei: kis siklóerszényes vagy cukormókus.

## Előfordulása
A törpe-erszényesmókus Tasmániától és a szomszédos szigetektől kezdve Észak- és Kelet-Ausztrália erdein keresztül északon Pápua Új-Guineáig található meg. A törpe erszényesmókus Ausztrália egyik leggyakoribb emlősállata.

## Alfajai
- Petaurus breviceps ariel Gould, 1842
- Petaurus breviceps breviceps Waterhouse, 1839
- Petaurus breviceps longicaudatus Longman, 1924
- Petaurus breviceps papuanus Thomas, 1888

## Megjelenése
Az állat fej-törzs-hossza 16-21 centiméter, farokhossza 16,5-21 centiméter. A hím testtömege 130 gramm, a nőstényé 90 gramm. Háta szürkés, orrától a hátsó lábáig sötét csík húzódik. Hasa világosbarna vagy világosszürke. A hosszú, bozontos farokkal fogni nem igazán tud, de siklás közben evezőként használja irányváltoztatáshoz. A repülőhártya vékony, szőrrel borított bőrréteg, amely a csuklótól a hátsó láb ujjízületéig húzódik, és lehetővé teszi a siklást. A repülőhártya helyzete az áramlási viszonyokhoz való alkalmazkodáskor és kormányzáskor változtatható. A nagy, kidülledő szemeivel jól lát éjszaka. A hímnek több szagmirigye van: egy-egy a homlokán, a mellkasán és a végbélnyílásánál.

## Életmódja
A törpe-erszényesmókus éjszaka aktív és társas, legfeljebb 12 állatból álló csoportokban él. Tápláléka fák nedve, nektár, virágpor, rovarok és lárvák. Az állat legfeljebb 14 évig él.

## Szaporodása
Az ivarérettséget 8-15 hónapos korban éri el. A párzási időszak általában augusztusban van. A vemhesség 16 napig tart, ennek végén 1-3, többnyire 2 utód jön a világra. Születésükkor 190 milligrammot nyomnak. Körülbelül 70 napot töltenek az erszényben, ezután még 30 napot a családi fészekben. 15 hetes korukban kísérik el először az anyjukat a táplálékszerző útján.